# Plélauff
Plélauff település Franciaországban, Côtes-d’Armor megyében. Lakosainak száma 687 fő (2022. január 1.). Plélauff Gouarec, Lescouët-Gouarec, Mellionnec, Plouguernével és Bon Repos sur Blavet községekkel határos.

## Népesség
A település népességének változása:
| Lakosok száma | 842  | 695  | 679  | 688  | 688  | 672  | 634  | 629  | 628  | 687  |
|               | 1968 | 1982 | 1990 | 2006 | 2013 | 2015 | 2017 | 2019 | 2020 | 2022 |